# Nerw pośladkowy dolny

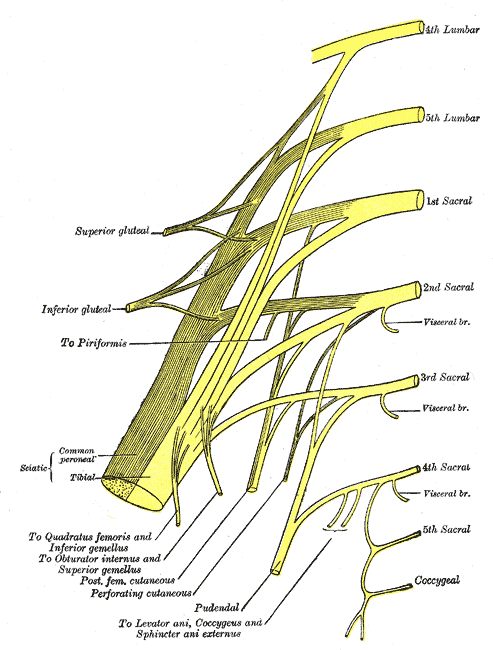
Splot krzyżowy i odchodzące od niego nerwy. Nerw pośladkowy dolny podpisany Inferior gluteal

Nerw pośladkowy dolny (łac. nervus gluteus inferior) – w anatomii człowieka nerw głównie ruchowy, ale zawierający również włókna czuciowe, będący gałęzią długą splotu krzyżowego. Jego włókna pochodzą z gałęzi brzusznych nerwów rdzeniowych L5, S1, S2. Wychodzi z miednicy przez dolną część otworu kulszowego większego, następnie biegnie przykryty przez mięsień pośladkowy wielki i tu dzieli się na gałęzie końcowe.
Unerwia mięsień pośladkowy wielki i część powierzchni tylnej stawu biodrowego.
Uszkodzenie tego nerwu skutkuje osłabieniem zdolności prostowania w stawie biodrowym, mogącym uniemożliwiać chodzenie po schodach, podnoszenie się z pozycji siedzącej czy skakanie.